# Gran Premi d'Àustria del 1997
Resultats del Gran Premi d'Àustria de Fórmula 1 de la temporada 1997, disputat al circuit de A1-Ring el 21 de setembre del 1997.

## Resultats
| Pos | No | Pilot                 | Equip                 | Voltes | Temps/ Retirada       | Pos. de sortida | Punts |
| --- | -- | --------------------- | --------------------- | ------ | --------------------- | --------------- | ----- |
| 1   | 3  | Jacques Villeneuve    | Williams - Renault    | 71     | 1h 27' 35. 999        | 1               | 10    |
| 2   | 10 | David Coulthard       | McLaren - Mercedes    | 71     | + 2.909 s             | 10              | 6     |
| 3   | 4  | Heinz Harald Frentzen | Williams - Renault    | 71     | + 3.962 s             | 4               | 4     |
| 4   | 12 | Giancarlo Fisichella  | Jordan - Peugeot      | 71     | + 12.127 s            | 14              | 3     |
| 5   | 11 | Ralf Schumacher       | Jordan - Peugeot      | 71     | + 31.859 s            | 11              | 2     |
| 6   | 5  | Michael Schumacher    | Ferrari               | 71     | + 33.410 s            | 9               | 1     |
| 7   | 1  | Damon Hill            | Arrows - Yamaha       | 71     | + 37.207 s            | 7               |       |
| 8   | 16 | Johnny Herbert        | Sauber - Petronas     | 71     | + 49.057 s            | 12              |       |
| 9   | 17 | Gianni Morbidelli     | Sauber - Petronas     | 71     | + 1' 06.455 min.      | 13              |       |
| 10  | 8  | Gerhard Berger        | Benetton - Renault    | 70     | + 1 Volta             | 18              |       |
| 11  | 20 | Ukyo Katayama         | Minardi - Hart        | 69     | + 2 Voltes            | 19              |       |
| 12  | 18 | Jos Verstappen        | Tyrrell - Ford        | 69     | + 2 Voltes            | 20              |       |
| 13  | 2  | Pedro Diniz           | Arrows - Yamaha       | 67     | + 4 Voltes            | 17              |       |
| 14  | 22 | Rubens Barrichello    | Stewart - Ford        | 64     | Virolla               | 5               |       |
| Ret | 14 | Jarno Trulli          | Prost - Mugen - Honda | 58     | Motor                 | 3               |       |
| Ret | 23 | Jan Magnussen         | Stewart - Ford        | 58     | Motor                 | 6               |       |
| Ret | 15 | Shinji Nakano         | Prost - Mugen - Honda | 57     | Motor                 | 16              |       |
| Ret | 19 | Mika Salo             | Tyrrell - Ford        | 48     | Caixa canvi           | 21              |       |
| Ret | 6  | Eddie Irvine          | Ferrari               | 38     | Col·lisió             | 8               |       |
| Ret | 7  | Jean Alesi            | Benetton - Renault    | 37     | Col·lisió             | 15              |       |
| Ret | 9  | Mika Häkkinen         | McLaren - Mercedes    | 1      | Motor                 | 2               |       |
| DSQ | 21 | Tarso Marques         | Minardi - Hart        |        | Pes inferior al legal |                 |       |

## Altres
- Pole: Jacques Villeneuve 1' 10. 304

- Volta ràpida: Jacques Villeneuve 1' 11. 841 (a la volta 36)